# モンペリエ大学
モンペリエ大学（英語: Montpellier University、仏称：Université de Montpellier）は、オクシタニー地域圏エロー県モンペリエに本部を置くフランスの公立大学。1289年創立、1896年大学設置。
フランスの大学としては屈指の歴史を誇り、特に医学部はヨーロッパ最古の歴史、法学部も長大な歴史を有する。
1970年に医学・薬学・農学部のモンペリエ第1大学、理学部のモンペリエ第2大学、文学部はモンペリエ第3大学（ポール・ヴァレリー、ポールバレリー・モンペリエ第3大学（Paul-Valery University Montpellier 3）、Université Paul-Valéry-Montpellier）に分割されたが、2015年に第3大学以外の第1大学と第2大学は再統合され「モンペリエ大学」として再興された。

## 歴史

### 前身と初期の学部
大学としての正式な創設は、ローマ教皇ニコラウス4世による大勅書が出た1289年のことである。これは、パリ大学（1150年）、トゥールーズ大学（1229年）に次いで、フランスで3番目に古い設置である。加えて、ボローニャ大学、オックスブリッジ、サラマンカ大学等と共に、12〜13世紀に設立されたヨーロッパ最古の中世大学にあたる。ただし、それに先立ってモンペリエには前身となる学校が存在していた。
- 教養学部（自由七科）
この前身の創設は明確ではない。
- 法学部
1160年にモンペリエに来たボローニャの法学校のプラケンティヌス (Placentinus) が礎を作った。彼はそこで教鞭を執り、1192年に没した。法学部は長い伝統を誇り、のちにはナポレオン法典の起草に当たっても、当時のモンペリエ大学の教授たちが大きく貢献した。なお、法学部は1998年に改組された。
- 医学部
モンペリエ大学で最も名高いのが医学部である。この前身はスペインの医学校で学んだユダヤ人たちによって形成されたと推測されている。モンペリエの領主ギレムの政策のおかげで、免状を持った医師であればその学校で講ずる事ができた。また、教員に定員はなく、多様な講義が可能であった。
1220年にはローマ教皇ホノリウス3世の特使コンラート・フォン・ウルラッハ枢機卿 (Cardinal Conrad von Urach) によって法認が与えられ、1240年にはマグロンの司教の指揮下でさらに広い分野での承認が与えられた。ただし、こうした監督下にあっても事実上かなりの自治を謳歌していた。
- 神学部
修道院での講義に起源を持ち、パドヴァのアントニオやドミニコ会士のベルナール・ド・ラ・トレイユ (Bernard de la Treille) らが講じた。修道院と切り離された形での神学部が確認できるのは1350年1月のことである。1421年12月17日付のマルティヌス5世の大勅令では、神学部に教会法に基づく研究機関を設置することが認められ、それは法学部と密接に結び付けられた。

## 付属施設、その他
- モンペリエ植物園 - 1593年に設置されたフランス最古のもの。
- モンペリエ大学野球クラブ (Montpellier Université Club Baseball) - 現在、ディヴィジオン・アン (野球)に属する。

## 日本の学生交流協定校
- 東北大学
- 群馬大学
- 東京農工大学
- 北陸先端科学技術大学院大学
- 京都府立医科大学
- 大阪工業大学
- 神戸大学
- 関西学院大学

## 人物

### 卒業生
- ギヨーム・ド・ノガレ - 法学部、大法官
- フランソワ・ラブレー - 医師免許と医学博士号を取得し、教鞭も執った。1239年以降の医学部教授の肖像画ギャラリーには彼の肖像画も含まれている。
- 対立教皇ベネディクトゥス13世 - 法学部
- ミシェル・ド・ノートルダム（ノストラダムス） - 医学部（入学の記録はあるものの、定説化している博士号取得や教授就任は現在のところ資料的裏付けがない）、預言者
- リシャール・ルーサ - 医学部、医師、西洋占星術師
- ギヨーム・ロンドレ - 解剖学者、博物学者
- フランソワ・ボアシエ・ド・ソヴァージュ・ド・ラクロワ - 医師、植物学者
- ジュール・エミール・プランション - 植物学者
- アントワーヌ・グアン - 博物学者、フランスにおけるリンネの分類法の先駆者
- ピエール・リシェ・ド・ベルヴァル - 医師、植物学者、モンペリエ植物園創立者
- ピエール・マリー・オーギュスト・ブルソネ - 医師、博物学者、魚類学者
- エドゥアール・シャットン - 動物学者、海洋生物学者
- ジュール・ド・セインヌ - 植物学者、フランス植物学会（Société botanique de France）元会長
- フランチェスコ・ペトラルカ - 法学部
- ポール・ヴァレリー - 法学部、小説家、モンペリエ第3大学の異称「ポール・ヴァレリー大学 (l'Université Paul Valéry Montpellier III)」の由来
- ジャン＝ジャック・レジ・ド・カンバセレス - 法学部卒、ナポレオン法典起草者（cf: 民法典論争）
- ジャン・エティエンヌ・ドミニク・エスキロール - 精神医学者。トゥールーズ大学附属コレージュ・ド・レスキル (Collège de l'Esquile) に学び、モンペリエ大学医学部に移る。パリのサルペトリエール病院でフィリップ・ピネルに師事。
- アレクサンドル・グロタンディーク - 数学者
- レーニエ3世 - 教養学部、モナコ公国大公
- ジャン・ムーラン - 法学部、レジスタンス活動家、政治家
- エリザベート・ギグー - 文学部卒、政治家
- 市川慎一 - 文学部、フランス文学者、早大名誉教授
- 高橋文明 - 日本の外交官
- 林秀彦 - 脚本家
- 荻野昌弘 - 文学部、社会学者、関学大教授
- 山川弘 - 医学部、慶大医学部客員准教授、日仏医学会事務局長[4]

### 関係者
- ローマ教皇ヨハネス21世 - パリ大学に入学したが、一部の歴史家は彼がモンペリエ大学で学んだと主張している。
- フィリップ・ピネル - 精神科医、サルペトリエール病院を参照。

## 分割と統合
1970年にモンペリエ第1大学、モンペリエ第2大学、モンペリエ第3大学に分割されたが、2015年に第3大学以外の第1大学と第2大学は再統合され「モンペリエ大学」として再興された。
- モンペリエ第1大学 - 法学・経済学系、医学・薬学系など
- モンペリエ第2大学 - 理工系、数理系
- モンペリエ第3大学（ポール＝ヴァレリー大学） - 人文科学系、芸術系